# Dalbergia armata
Dalbergia armata är en ärtväxtart som beskrevs av Ernst Meyer. Dalbergia armata ingår i släktet Dalbergia, och familjen ärtväxter. Inga underarter finns listade i Catalogue of Life.

## Bildgalleri

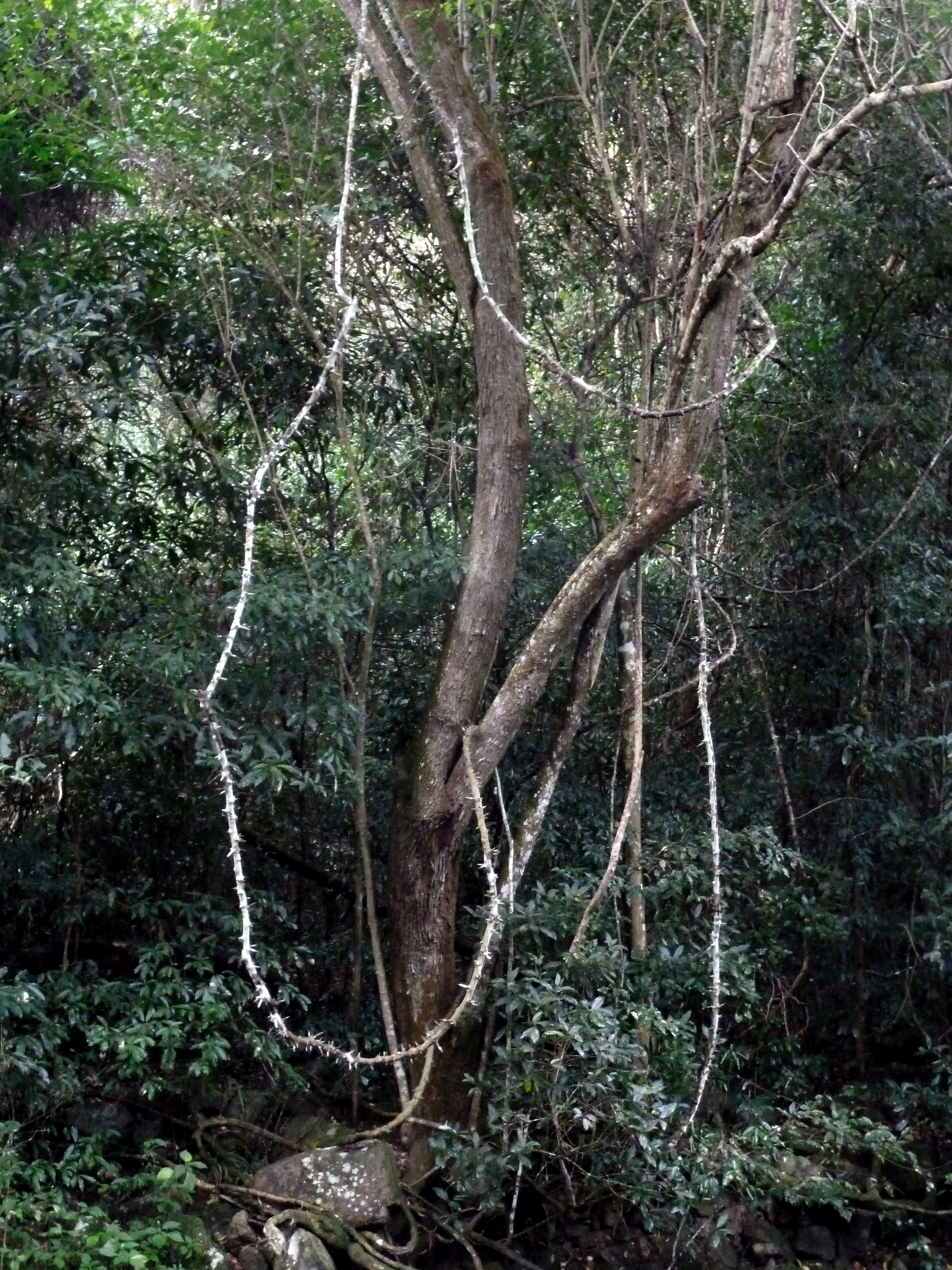